# Garde du corps du roi

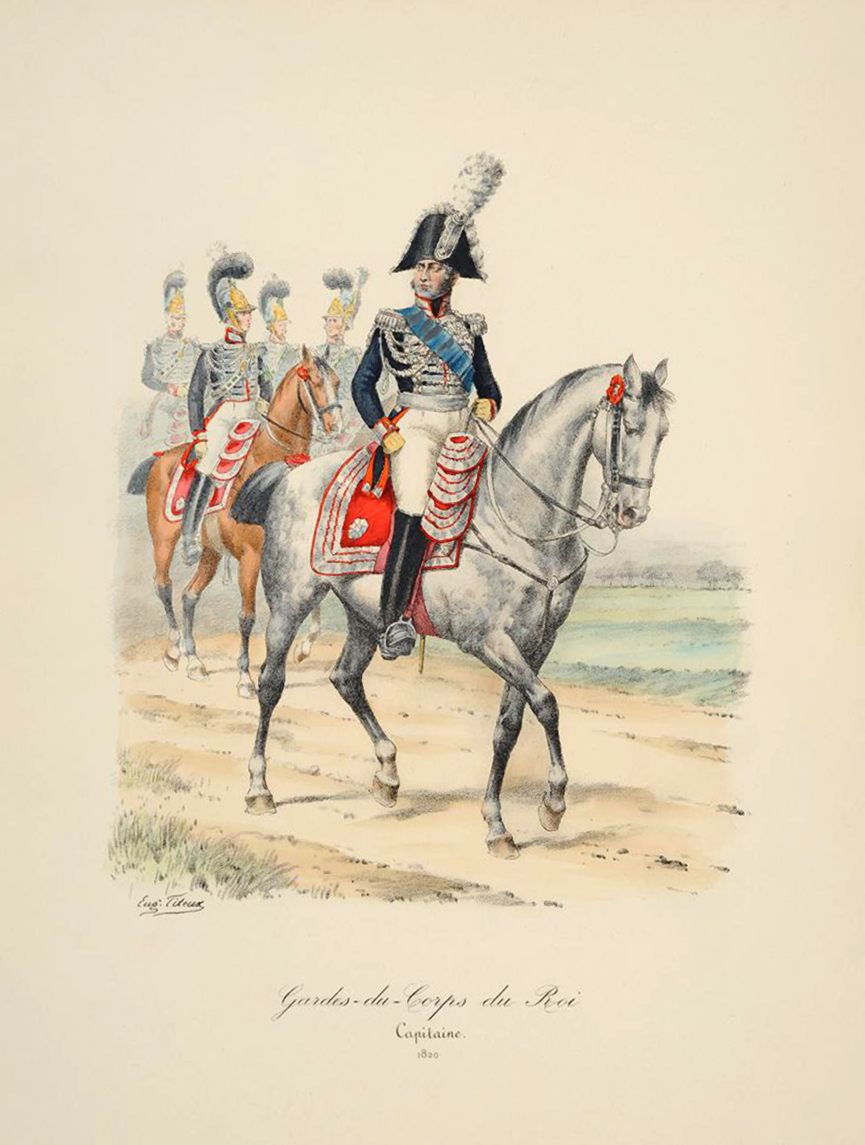
Garde du corps (1820)

De Garde du Corps is een lijfwachteenheid te paard, meestal een elite-eenheid. Deze naam werd gebruikt in Frankrijk en in Duitsland.

## Franse Garde du Corps
In Frankrijk werd in 1440 de Garde du Corps opgericht; aanvankelijk nog niet te paard. In 1791 werd zij afgeschaft. Met de restauratie in 1815 werd zij opnieuw opgericht en in 1830 definitief afgeschaft. 
Ten tijde van Napoleon was er een Consulaire Garde, vanaf 1804 Keizerlijke Garde genoemd. Zeer bekend is het terugtrekken van de Keizerlijke Garde bij de Slag bij Waterloo.

## Pruisische Regiment Gardes du Corps
In Pruisen was van 1692 tot 1715 sprake van een Garde du Corps. Daarna werd in 1740 door Frederik de Grote een Regiment Gardes du Corps opgericht, dat bleef bestaan tot het einde van het Keizerrijk. Deze garde was de persoonlijke lijfwacht van de koning van Pruisen en (vanaf 1871) van de keizer.

## Andere Gardes du Corps in Duitsland
In Duitsland zijn nog meer Gardes du Corps bekend.
- Beieren had in de periode 1814-1826 een Garde du Corps dat toen uit kostenbesparing werd versmolten met een regiment kurassiers.
- Westfalen had in de periode 1808-1814 een eskadron Garde du Corps.
- De Saksische Garde du Corps met standplaats Dresden ging in 1812 ten onder en is daarna niet meer opgericht.
- Het koninkrijk Hannover had tot 1866 een Regiment Gardes du Corps.